# Classics Live! I
 (septembre 2017).
Si vous disposez d'ouvrages ou d'articles de référence ou si vous connaissez des sites web de qualité traitant du thème abordé ici, merci de compléter l'article en donnant les références utiles à sa vérifiabilité et en les liant à la section « Notes et références ».
Albums de Aerosmith
Done with Mirrors
(1985) Classics Live! II
(1987)
Classics Live! est une compilation live du groupe de rock américain Aerosmith, sorti en 1986.

## Présentation
Classics Live! est composé d'enregistrements de concerts des années 1977 à 1983.
Certains de ces enregistrements incluent les guitaristes Jimmy Crespo et Rick Dufay (en) qui ont remplacé, respectivement et temporairement, par Joe Perry et Brad Whitford.
Différentes versions live de la plupart de ces chansons ont déjà été diffusées sur l'album Live! Bootleg, en 1978.
Les lieux et les dates ne sont pas listés sur la pochette qui indique uniquement : « Ces chansons ont été enregistrées lors de différents concerts entre 1977 et 1983 ». De même, il n'est pas répertorié lequel des quatre guitaristes a joué sur les différents morceaux.
Le titre studio Major Barbra est initialement enregistré pour l'album Get Your Wings (1974) mais, non retenu, il est resté jusqu'alors inédit. Une autre version est disponible sur la compilation, Pandora's Box (1991).
L'album obtient la certification disque de platine aux États-Unis (décerné le 26 février 2001 par la RIAA pour 1 000 000 d'exemplaires vendus).

### Classics Live! Complete
En septembre 1998, est éditée, exclusivement en Europe, une compilation intitulée Classics Live! Complete regroupant Classics Live! et Classics Live! II, sorti en 1987, sur un même CD où les titres sont remasterisés par Vic Anesini.
Ensemble, ils constituent la seconde prestation scénique enregistrée du groupe, après Live! Bootleg.

## Liste des titres
Toutes les chansons sont écrites et composées par Steven Tyler, sauf annotations.
| 1.    | Train Kept A-Rollin'                 | Tiny Bradshaw, Lois Mann, Howard Kay                                 | 3:23 |
| 2.    | Kings and Queens                     | Steven Tyler, Brad Whitford, Tom Hamilton, Joey Kramer, Jack Douglas | 4:54 |
| 3.    | Sweet Emotion                        | Tyler, Hamilton                                                      | 5:09 |
| 4.    | Dream On                             |                                                                      | 5:03 |
| 5.    | Mama Kin                             |                                                                      | 3:46 |
| 6.    | Three Mile Smile / Reefer Head Woman | Tyler, Joe Perry / Lester Melrose, J. Bennett, Jazz Gillum           | 4:55 |
| 7.    | Lord of the Thighs                   |                                                                      | 7:03 |
| 8.    | Major Barbara                        |                                                                      | 4:02 |
| 38:15 |                                      |                                                                      |      |

## Crédits

### Membres du groupe
- Steven Tyler : chant (frontman)
- Tom Hamilton : basse
- Joey Kramer : batterie
- Brad Whitford, Jimmy Crespo, Joe Perry, Rick Dufay : guitare électrique

### Équipes technique et production
- Production : Paul O'Neill, Tony Bongiovi (piste 8)
- Producteur délégué : David Krebs, Steve Leber
- Ingénierie : Grey Russell, James A. Ball, Thom Panunzio
- Ingénierie (assistants) : Carol Cafiero, Paul Special, Teddy Trewhella
- Mastering : Jack Skinner
- Livret d'album : David Krebs